# العلاقات السعودية القطرية
العلاقات السعودية القطرية هي العلاقات الثنائية بين دولة قطر والمملكة العربية السعودية. كلا البلدين أعضاء في مجلس التعاون الخليجي، السعودية لديها سفارة في الدوحة، وقطر لديها سفارة في الرياض،وقنصلية في جدة،
و قبل عام 2017، حافظ البلدان على علاقات ودية بينهما. كانت قطر تابعة للمملكة العربية السعودية في الأمور المتعلقة بالسياسة الخارجية. بعد تولي حمد بن خليفة آل ثاني السلطة في قطر، أصبحت هذه الأخيرة تستعيد سيادتها في علاقاتها الخارجية، وغالبا ما تباعدت مواقفها عن مواقف السعودية في العديد من القضايا الجيوسياسية. في عام 1996، أطلقت الحكومة القطرية قناة الجزيرة في محاولة لتعزيز القوة الناعمة. تُعد الجزيرة واحدة من أكثر المحطات الإخبارية مشاهدة في العالم العربي. أضرت الجزيرة بالعلاقات الثنائية بين البلدين لكونها تنتقد بشكل روتيني حاكم المملكة العربية السعودية. كما وفرت الشبكة منصة للجماعات الإسلامية التي تعتبر تهديداً للمملكة العربية السعودية.
ساهمت قطر بألف جندي في التحالف الذي قادته السعودية في اليمن. في 5 يونيو 2017، قطعت المملكة العربية السعودية إلى جانب البحرين ومصر، الإمارات العربية المتحدة جميع العلاقات مع قطر. والسبب الذي قدمته هذه الدول هو «احتضان قطر لمختلف الجماعات الإرهابية والطائفية التي تهدف إلى زعزعة استقرار المنطقة». كجزء من هذه الحملة، أغلقت اللجنة الرباعية التي تقودها السعودية مجالها الجوي والمياه الإقليمية والحدود البرية أمام قطر. علقت المملكة العربية السعودية مشاركة قطر في العمليات في اليمن.

## العلاقات الدبلوماسية قبل القرن العشرين
حتى عام 1868، لم تكن هناك اتفاقية بحرية بريطانية تم الاعتراف فيها بقطر ككيان سيادي، والبريطانيون كانوا قد سيطروا آنذاك على معظم الخليج العربي. وحتى توقيع اتفاقية عام 1868، كانت السيادة على قطر تنتقل في كثير من الأحيان بين بيت آل ثاني والسعوديين وبيت آل خليفة.
قبل عام 1810، تحالف حاكم قطر رحمة بن جابر الجلهمي مع السعوديين، وقدم لهم سيادة جزئية على قطر، بما في ذلك الحق في تحصيل الضرائب من القطريين. في عام 1811، قامت أسرة آل خليفة البحرينية إلى جانب سلطان مسقط بتدمير التحصينات السعودية في قطر والبحرين مما أدى إلى تحول سلطنة قطر تحت سيادة آل خليفة. في هذا الوقت كان السعوديون متورطين في حرب طويلة مع الإمبراطورية العثمانية في الغرب، لذلك لم يكرسوا الكثير من القوات للدفاع عن قطر ولم يتنافسوا على آل خليفة بعد ذلك مباشرة. ومع ذلك، على مدى السنوات المقبلة، تعهدت بعض القبائل القطرية بالولاء للسعوديين، مفضلة حكمهم على آل خليفة. هذا دفع آل خليفة إلى تثبيت مسؤوليها الحكوميين في شبه الجزيرة القطرية في ثلاثينيات القرن التاسع عشر للبحث عن أي تعاون بين القطريين والسعوديين.

## التعاون السياسي

### السياسة الخارجية
حتى أواخر القرن العشرين وإلى حين تولي الأمير حمد بن خليفة آل ثاني الحكم في قطر، كانت قطر تعتمد نفس مواقف السعودية في سياستها الخارجية. كلا البلدين كانا منتقدين بشدة لنظام آية الله الخميني الإيراني وإسرائيل. كانت المملكة العربية السعودية وقطر من المؤسسين الستة لمجلس التعاون الخليجي في عام 1981.
حتى بعد تدهور العلاقات الثنائية في التسعينيات وعقد 2000، ما زالت قطر تُحافظ على توافقها مع المملكة في العديد من القضايا، مثل المشاركة في التدخل الذي قادته السعودية في البحرين في عام 2011، والمشاركة في التدخل العسكري الذي تقوده المملكة العربية السعودية في اليمن في عام 2015، واستدعاء سفيرها في طهران بعد هجوم عام 2016 على البعثات الدبلوماسية السعودية في إيران. ومع ذلك، بعد اندلاع الأزمة الدبلوماسية مع قطر في يونيو 2017، لم يكن هناك أي تعاون سياسي من أي نوع بين البلدين، حيث قامت قطر بإعادة سفيرها إلى إيران في أغسطس 2017.

### الوساطة السعودية في النزاعات بين البحرين وقطر
المملكة العربية السعودية لها تاريخ طويل من الوساطة في النزاعات بين قطر وجارتها البحرين؛ تاريخيًّا كانت العلاقات بين البلدين مضطربة بسبب النزاعات حول السيادة في عدة مناطق. في الأربعينيات من القرن الماضي، كان السعوديون مسؤولين عن التوسط في نزاع بين الاثنين حول ملكية منطقة الزبارة؛ حيث تم تفضيلهم على حساب البريطانيين. ساعدت المملكة العربية السعودية الدولتين في التوصل إلى اتفاق بشأن جزر حوار، ومع ذلك لم تسفر الجهود السعودية عن أية نتائج ملموسة؛ حيث تمت إحالة النزاعات الإقليمية بين قطر والبحرين إلى محكمة العدل الدولية في عام 1991.

### الوساطة السعودية للنزاعات الداخلية في قطر
كانت المملكة العربية السعودية ملاذًا آمنًا للعديد من المعارضين في قطر، بداية من منتصف القرن العشرين وما بعده، بدءا من كبار أفراد أسرة آل ثاني، إضافة إلى رجال الأعمال وعامة الناس. كانت قطر نفسها كثيرًا ما تنفي العديد من المُعارضين إلى المملكة العربية السعودية؛ كان ذلك بشكل مؤقت، حيث عاد المعارضون إلى قطر، بعد مفاوضات قادتها الحكومة السعودية بين الطرفين.

## التوترات السياسية

### تولي حمد بن خليفة آل ثاني الحكم
منذ توليه السلطة في عام 1995، اعتقد حمد بن خليفة آل ثاني أن قطر لن تجد الأمن إلا من خلال تحويل نفسها من دولة تابعة إلى دولة مُنافسة للمملكة العربية السعودية؛ عندما تولى حمد بن خليفة السلطة، كانت قطر في وضع أفضل لتخطيط مسارها الخاص أكثر من أي وقت مضى، بفضل الثروة الهائلة التي اكتسبتها من استخراج الهيدروكربونات. من بين قراراته الأولى التي أثارت غضب السعوديين إقامة علاقات مع إيران وإسرائيل، وتأسيس قناة الجزيرة في عام 1996.
في عام 1996؛ تم إحباط المحاولة الانقلابية ضد حمد بن خليفة، وأشارت المخابرات القطرية إلى أن من كان وراء هذه المحاولة هم مسؤولون حكوميون من المملكة العربية السعودية والبحرين ومصر والإمارات العربية المتحدة.

### عقد 2000
بعد رفض المملكة العربية السعودية استضافة القوات الأمريكية التي تستعد لحرب العراق، في أوائل عام 2002، وقعت الولايات المتحدة اتفاقية عسكرية مع قطر تم من خلالها افتتاح قاعدة العديد الجوية. كانت هذه مرحلة مهمة في خروج قطر عن النفوذ السعودي؛ حيث إن القاعدة الأمريكية ضمنت حماية قطر من أي تدخلات عسكرية محتملة من قبل المملكة العربية السعودية وحلفائها.
قامت المملكة العربية السعودية بسحب سفيرها في الدوحة، في الفترة من 2002 إلى 2008، في محاولة للضغط على قطر للحد من قراراتها الفردية.

### الصدع السعودي القطري 2014
بعد اجتماع لمجلس التعاون الخليجي (GCC) في مارس 2014، أعلنت الإمارات العربية المتحدة والمملكة العربية السعودية والبحرين عن استدعاء سفرائهم في قطر؛ كان هذا إلى حد كبير رد فعل عن دعم قطر للجماعات الإسلامية، وتحديدًا جماعة الإخوان المسلمين.
فسر بعض الاقتصاديين الصدع السعودي القطري لعام 2014 على أنه علامة سياسية ملموسة على التنافس الاقتصادي المتزايد بين مُنتجي النفط والغاز الطبيعي، والذي قد «تترتب عليه عواقب عميقة وطويلة الأمد»، خارج منطقة الشرق الأوسط وشمال إفريقيا.

### أزمة قطر الدبلوماسية 2017–21
في 5 يونيو 2017؛ قامت المملكة العربية السعودية رسميا بقطع علاقاتها مع قطر. قالت المملكة العربية السعودية إنها اتخذت قرارا بقطع العلاقات الدبلوماسية بسبب "احتضان قطر لمختلف الجماعات الإرهابية والطائفية التي تهدف إلى زعزعة استقرار المنطقة"، بما في ذلك جماعة الإخوان المسلمين والقاعدة وتنظيم داعش والجماعات المدعومة من إيران في مدينة القطيف الشرقية بالمملكة. يقول إسلام حسن: "ابتداءً من عام 2000 فما بعده، نهجت قطر سياسة خارجية مستقلة تتعارض أحيانا مع المصالح السعودية الاستراتيجية في المنطقة. إن حقيقة أن قطر لم تلتزم بالسياسة الخارجية السعودية، والتعامل مع الدول والجهات الفاعلة من غير الدول التي لا يُوافق عليها السعوديون قد تسببت في هذا التوتر في العلاقات على مدار العامين الماضيين، وخاصة بعد الانتفاضات الشعبية في العديد من الدول العربية. أعيد إحياء هذا التوتر بعد عملية قرصنة وكالة الأنباء القطرية والبيان الذي نسب إلى الشيخ تميم بن حمد، والذي صرحت قطر لاحقا بأنه مُزيف. حدث هذا في وقت يُواجه محمد بن سلمان منافسة من محمد بن نايف على العرش السعودي.
رأى خبراء آخرون أنه بالنظر إلى الخلل الإستراتيجي والاقتصادي للعلاقات، يمكن للدوحة في النهاية أن تدفع "ثمنًا غير متكافئ للاعتقاد أنها قد تتحدى إلى الأبد قوانين الجاذبية الاقتصادية الجغرافية [...] اضطرت قطر إلى اللجوء إلى واردات باهظة الثمن من إيران وعمان، للتغلب على الحظر الذي تقوده السعودية؛ لن تكون هذه الوسيلة غير العملية قابلة للتطبيق على المدى الطويل، لأن إيران نفسها تخضع لعقوبات تجارية مختلفة، وقطر لا تملك البنية التحتية البحرية الحديثة التي ستسمح لها بتحمل الصدمة".
هددت المملكة العربية السعودية قطر بتدخل عسكري فيها، بعد بدء قطر مفاوضات مع روسيا لشراء نظام دفاع جوي روسي الصنع.
قال الشيخ محمد بن عبد الرحمن آل ثاني، وزير خارجية قطر، في رد فعل له في مقابلة مع إحدى القنوات التلفزيونية: إن هذا التهديد هو مثال على «السلوك الجائر» ويضر باستقرار دول مجلس التعاون الخليجي.
في 2 أغسطس 2018، ذكرت صحيفة ديلي إكسبريس أن «مؤامرة لغزو قطر كانت ستكون بقيادة المملكة العربية السعودية، وبدعم من الإمارات، لولا تدخل الولايات المتحدة وحثها الدول على التراجع». وكالة الاستخبارات القطرية، وبعد ورود أنباء عن «غزو مخطط»، سرعان ما أبلغت الولايات المتحدة بذلك؛ حيث حث وزير الدفاع آنذاك جيمس ماتيس المملكة العربية السعودية والإمارات العربية المتحدة على إلغاء الغزو مما أثار مخاوف لدى القوات الأمريكية المتمركزة في قطر، في مقر القيادة المركزية الأمريكية.
بعد إعلانها مقاطعة كأس الخليج العربي 2019 في قطر، أعلنت المملكة العربية السعودية، في وقت لاحق من نوفمبر 2019، المشاركة في البطولة، مما يشير إلى انفراج في العلاقات بين البلدين.
في 4 يناير 2021، أعلن وزير الخارجية الكويتي أحمد ناصر المحمد الصباح فتح الأجواء والحدود البرية والبحرية بين السعودية وقطر، اعتبارًا من مساء تاريخ 4 يناير 2021، وذلك قبل يوم من انعقاد الدورة 41 لمجلس التعاون لدول الخليج العربي. وكان ولي العهد السعودي الأمير محمد بن سلمان صرح في اليوم نفسه أن «قمة مجلس التعاون لدول الخليج العربية ستكون قمة جامعة للكلمة موحدة للصف ومعززة لمسيرة الخير والازدهار، وستترجم من خلالها تطلعات خادم الحرمين الشريفين ـ حفظه الله ـ وإخوانه قادة دول المجلس في لم الشمل والتضامن في مواجهة التحديات التي تشهدها منطقتنا». أعقب هذا التصريحَ إعلانُ الديوان الأميري القطري عن ترؤس الشيخ تميم بن حمد آل ثاني وفد بلاده للمشاركة في القمة الخليجية. وكان في مقدمة مستقبليه ولي العهد السعودي محمد بن سلمان.

## العلاقات الاقتصادية
في فترة ما قبل الأزمة الدبلوماسية مع قطر، كانت قطر تستورد ما يزيد عن 80% من حاجاتها من المواد الغذائية من جيرانها في الخليج، خاصة المملكة العربية السعودية؛ تأتي غالبية الواردات من الأغذية برا عبر معبر سلوى الحدودي الذي يربط بين البلدين. تم إغلاق هذا المعبر الحدودي في يونيو 2017، وتم تعليق تجارة قطر مع الدول المُحاصرة، مما أدى إلى عزل قطر عن المصدر الرئيسي لوارداتها من الأغذية. كما توقفت واردات الأدوية؛ حيث كانت تأتي ما بين 50 إلى 60% منها من المملكة العربية السعودية والدول العربية الأخرى في الخليج العربي.
تجاوزت قطر الحصار من خلال إقامة علاقات تجارية مع كل من تركيا وإيران وعمان. في مايو 2018، أعلنت قطر أنها ستحظر المنتجات المُستوردة من المملكة العربية السعودية ودول المقاطعة الثلاث الأخرى.

## العلاقات العسكرية
خلال الاحتجاجات البحرينية لعام 2011؛ شاركت قطر في التحالف الذي قادته السعودية للتدخل في البحرين، حيث شاركت بقواتها ضمن قوات درع الجزيرة، لقمع المتظاهرين الشيعة.
شاركت قطر ب1000 جندي بري في التحالف الذي تقوده المملكة العربية السعودية في اليمن منذ عام 2015. في بداية الأزمة الدبلوماسية القطرية في يونيو 2017؛ علقت المملكة العربية السعودية مشاركة قطر في التحالف. سمحت المملكة العربية السعودية للوحدة القطرية بالمشاركة في التدريبات المشتركة لدرع الخليج 1 التي عقدت في أبريل 2018 في مدينة رأس الخير السعودية.
على الرغم من أن قطر كانت تعتمد بالأساس على المملكة العربية السعودية في الحفاظ على أمنها القومي، إلا أن القاعدة العسكرية التركية في قطر، والتي أُنشئت في عام 2014، سمحت لقطر بالحد من اعتمادها على المملكة العربية السعودية.

## التنافس الإعلامي
تم إطلاق مؤسسة الجزيرة القطرية للإعلام عام 1996، وفي غضون فترة وجيزة أصبحت واحدة من أكثر مصادر الأخبار تأثيرا في العالم العربي. تثير القناة الكثير من الجدل لدى العديد من حكومات الشرق الأوسط، والتي تَشدد جميعها على نوعية المعلومات والأخبار التي يستهلكها سكانها. من بين الأحداث الأخرى؛ مُنحت الشبكة مقابلات مع مسؤولين حكوميين إسرائيليين، وأجرت مقابلات مع الجماعات الإسلامية والإرهابية، وانتقدت حكام الدول العربية. تعتبر السعودية الجزيرة أداة دعاية للحكومة القطرية، تُستخدم لتقويض استقرار المنطقة.
في بداية الأزمة الدبلوماسية مع قطر في يونيو 2017؛ تم حظر بث قناة الجزيرة في المملكة. علاوة على ذلك؛ تم إغلاق مكتبها وحجب مواقعها الإلكترونية. عندما قدمت اللجنة الرباعية التي تقودها المملكة العربية السعودية قائمة مطالبها إلى قطر بعد أسبوعين؛ كان أحد المطالب ينص على إغلاق حكومة قطر لقناة الجزيرة وغيرها من المؤسسات الإعلامية التابعة لقطر.
حظرت المملكة العربية السعودية أيضا قنوات مجموعة بي إن سبورتس القطرية في 13 يونيو 2017، بعد وقت قصير على بداية الأزمة الدبلوماسية. مجموعة بي إن سبورتس هي واحدة من أكبر شركات البث الرياضي في آسيا وتحمل حقوق بث حصرية للعديد من البطولات الأوروبية في منطقة الشرق الأوسط وشمال إفريقيا. لم يتم تقديم تفسير واضح لقرار المملكة العربية السعودية بحظر الشبكة إلا أن حكومتها اتخذت القرار «بسبب قلقها حول حقوق مواطنيها وسكانها». بعد مرور عدة أشهر، ظهرت شبكة مقرصنة تبث برامج بي إن سبورتس في المملكة العربية السعودية تُسمى «بي آوت كيو». اتهمت قطر الحكومة السعودية بالوقوف وراء هذه القناة وادعت أن beoutQ قد جاءت لتخريب قوة قطر الناعمة ونفوذها العالمي.

## الحدود القطرية السعودية

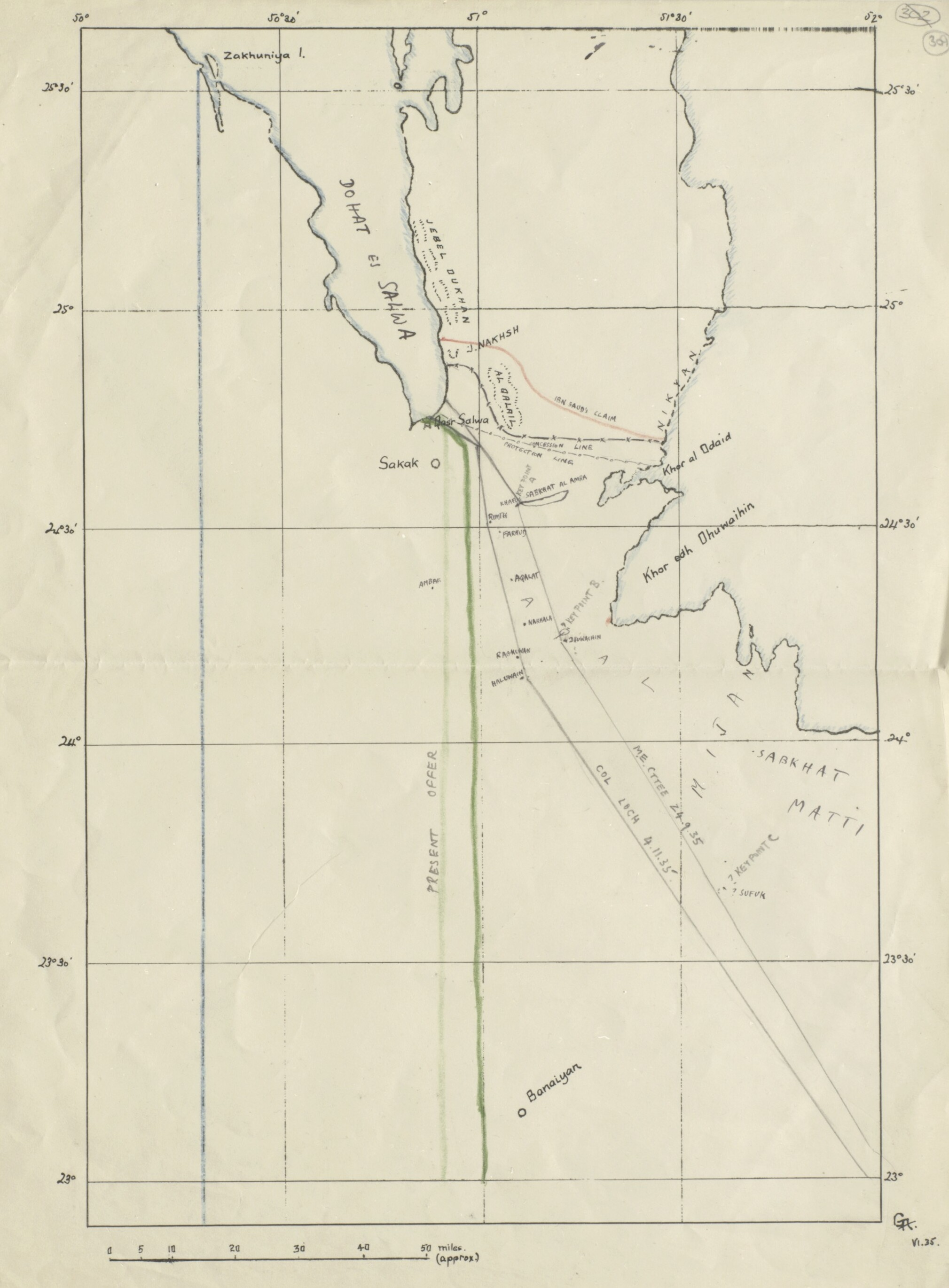
خريطة مبدئية توضح النزاع الحدودي القطري السعودي في 1935.

تاريخيًّا كانت الحدود الإقليمية بين قطر والمملكة العربية السعودية سببًا للنزاعات بين البلدين؛ في أوائل القرن العشرين، أكد الملك عبد العزيز آل سعود على مطالب إقليمية للسعودية حول قطر. وفقًا لوثيقة بريطانية كُتبت في عام 1936؛ فإن السبب الرئيسي للنزاع الإقليمي يدور حول المكان الذي يجب أن تنتهي عنده الحدود جنوب غرب قطر.
في 4 ديسمبر 1965 تم توقيع اتفاقية الرياض بين البلدين، والتي تم من خلالها تحديد الحدود البرية بين قطر والسعودية، بدءًا من رأس خليج سلوى، حيث تكون مدينة سلوى للمملكة العربية السعودية، ويستمر إلى الجنوب ثم الشمال الشرقي لينتهي في البحيرة الشمالية لخور العديد، كما تم الاتفاق على تقسيم خليج سلوى مناصفة.
وقد تفاقمت الخلافات الحدودية بين البلدين، وأدى عام 1992 إلى وقوع مناوشات مسلحة محدودة سقط خلالها عدد من القتلى. حتى تم التوقيع في 21 مارس 2001 على اتفاقية ترسيم الحدود بين البلدين بشكل نهائي، والتي بموجبها تم إغلاق ملف خلاف دام نحو 35 عاما. ويبلغ طول الحدود بين البلدين 60 كلم بريًّا وبحريًّا في منطقة دوحة سلوى.

## اعداد السعوديين في قطر والقطريين في السعودية
83,978 سعودي في قطر و 7,060 قطري في السعودية

## مقارنة بين البلدين
هذه مقارنة عامة ومرجعية للدولتين:
| وجه المقارنة                                              | قطر           | السعودية      |
| --------------------------------------------------------- | ------------- | ------------- |
| المساحة (كم2)                                             | 11.44 ألف     | 2.25 مليون    |
| عدد السكان (نسمة)                                         | 2.64 مليون    | 33.00 مليون   |
| الكثافة السكانية (ن./كم²)                                 | 230.77        | 14.67         |
| العاصمة                                                   | الدوحة        | الرياض        |
| اللغة الرسمية                                             | اللغة العربية | اللغة العربية |
| العملة                                                    | ريال قطري     | ريال سعودي    |
| الناتج المحلي الإجمالي (بليون دولار)                      | 167.61 مليار  | 683.83 مليار  |
| الناتج المحلي الإجمالي (تعادل القوة الشرائية) بليون دولار | 316.40 مليار  | 1.69 تريليون  |
| الناتج المحلي الإجمالي الاسمي للفرد دولار أمريكي          | 73.65 ألف     | 20.48 ألف     |
| الناتج المحلي الإجمالي للفرد دولار أمريكي                 | 141.54 ألف    | 52.01 ألف     |
| مؤشر التنمية البشرية                                      | 0.624         | 0.837         |
| رمز المكالمات الدولي                                      | +974          | +966          |
| رمز الإنترنت                                              | .qa           | .sa           |
| المنطقة الزمنية                                           | ت ع م+03:00   | ت ع م+03:00   |

## منظمات دولية مشتركة
يشترك البلدان في عضوية مجموعة من المنظمات الدولية، منها:
| علم المنظمة | اسم المنظمة                        | تاريخ انضمام قطر | تاريخ انضمام السعودية |
| ----------- | ---------------------------------- | ---------------- | --------------------- |
|             | يونسكو                             | 11 أكتوبر 2008   | 4 نوفمبر 1946         |
|             | البنك الدولي للإنشاء والتعمير      | 25 سبتمبر 1972   | 26 أغسطس 1957         |
|             | منظمة حظر الأسلحة الكيميائية       | ?                | ?                     |
|             | الأمم المتحدة                      | 21 سبتمبر 1971   | 24 أكتوبر 1945        |
|             | مؤسسة التمويل الدولية              | 11 أكتوبر 2008   | 18 سبتمبر 1962        |
|             | وكالة ضمان الاستثمار متعدد الأطراف | 22 أكتوبر 1996   | 12 أبريل 1988         |
|             | منظمة التعاون الإسلامي             | ?                | 25 سبتمبر 1969        |
|             | مؤسسة التنمية الدولية              | 2 فبراير 1961    | 24 سبتمبر 1960        |
|             | الاتحاد الدولي للاتصالات           | 27 مارس 1973     | 7 فبراير 1949         |